# Amarilla Veres
Amarilla Veres (1 de julio de 1993) es una deportista húngara que compite en esgrima en silla de ruedas. Ganó tres medallas en los Juegos Paralímpicos de Verano entre los años 2016 y 2024.

## Palmarés internacional
| Juegos Paralímpicos | Juegos Paralímpicos     | Juegos Paralímpicos | Juegos Paralímpicos |
| Año                 | Lugar                   | Medalla             | Prueba              |
| ------------------- | ----------------------- | ------------------- | ------------------- |
| 2016                | Río de Janeiro (Brasil) | Medalla de bronce   | Espada por equipos  |
| 2020                | Tokio (Japón)           | Medalla de oro      | Espada individual A |
| 2024                | París (Francia)         | Medalla de plata    | Florete por equipos |